# Escola Tècnica Superior d'Enginyeria Industrial de Barcelona
L'Escola Tècnica Superior d'Enginyeria Industrial de Barcelona (École technique supérieure d'ingénierie industrielle) ou ETSEIB - est une école d'ingénieurs intégrée à l'université polytechnique de Catalogne (Universitat Politècnica de Catalunya).

## Histoire
L'ETSEIB a été créée par décret royal en 1850, par la fusion d'institutions techniques et scientifiques établies par la Chambre de commerce de Barcelone dès 1769. L'ETSEIB est la seule école d'ingénieurs d'Espagne qui assure sa fonction d'enseignement de manière ininterrompue depuis sa création.
Les premiers cours ont eu lieu dans l'ancien couvent de San Sebastian (aujourd'hui disparu), qui se trouvait près de la Lonja. À partir de 1873 lors de la construction de l'université, l'École a été transférée dans une partie de l'ancienne usine Casa Batllo, dans la rue Urgell. Enfin, en 1964, elle s'installe dans le bâtiment actuel de l'avenue Diagonal (avenida Diagonal).
L'École a formé plus de 14 000 diplômés, qui ont contribué à l'industrialisation et au progrès technique, social et culturel en Catalogne, en Espagne et une grande partie de l'Europe.
L'École a été le creuset qui a permis la création de l'Université polytechnique de Barcelone en 1971, devenue aujourd'hui l'université polytechnique de Catalogne.
En 2000 l'École reçoit la Creu de Sant Jordi, distinction décernée par la Généralité de Catalogne.
L'actuelle directrice de l'établissement est Neus Consul et la sous directrice est Lluisa Jordi.

## Admission et sélection
Dans l'université polytechnique de Catalogne, une phase de sélection est constituée d'une durée théorique d'un an, en pratique de un ou deux ans d'études.
Durant cette phase sélective, des exigences de résultats sont imposées sur tous les domaines d'études et 15 crédits doivent être obtenus ; dans le cas contraire, l'étudiant est éliminé et n'est pas autorisé à poursuivre le cursus de l'école. Environ 40 % des étudiants ne parviennent pas à surmonter cette phase sélective et pas plus de 10 % parviennent à surmonter cette phase en un an.

## Études
L'ETSEIB forme des ingénieurs selon un large spectre de spécialisations dans divers domaines technologiques: automatique, génie civil, électricité, électronique, énergétique, informatique, matériaux, mécanique, génie industriel, génie chimique, les transports et la logistique, ainsi que la bio-ingénierie.
Aujourd'hui, le cursus de grado’' se compose de 240 crédits ECTS, et est censé durer 4 ans, bien qu'un nombre très restreint d'étudiants parvienne à terminer leur cursus en seulement 4 années.
Après la phase de grado, les étudiants peuvent compléter leur cursus via le master qui est impartit dans cet établissement. Ce dernier dure deux ans.
L'école dispose de 46 000 m² de surface d'enseignement et de recherche, pour 3 800 étudiants et plus de 300 professeurs répartis en 18 départements, supportés par 200 personnels d'administration et de services.

## Coopérations européennes
L'ETSEIB participe à des coopérations européennes de recherche, d'échanges d'étudiants et de double diplômes (doble diploma), en particulier dans le cadre du réseau TIME (Top Industrial Managers for Europe).
Les coopérations dans les domaines technologiques impliquent le Groupe Centrale d'écoles d'ingénieurs en France et remontent à 1850. Aujourd'hui la coopération s'incarne avec des chercheurs et des étudiants français et espagnols doubles diplômés de l'ETSEIB, de l'École centrale de Lille ou de l'École centrale de Lyon ainsi que de l'INSA de Lyon. D'autres coopérations sont avec l'École polytechnique de Milan en Italie, et l'université technologique de Munich en Allemagne.

## Associations d'étudiants
- BEST - Board of European Students of Technology.
- Cine Club Enginyers.
- Club Esportiu.
- Delegació d'Estudiants.
- Enginyeria Sense Fronteres.
- Erasmus Student Network.
- ETSEIB Motorsport.
- Forum ETSEIB.
- Groupe de théâtre Utopía.
- IAESTE - International Association for the Exchange of Students for Technical Experience.
- L'Altre.
- Aula lliure